# Scherma ai Giochi della XXV Olimpiade
La scherma alle Olimpiadi estive del 1992 fu rappresentata da otto eventi.

## Eventi
| Arma     | Uomini      | Uomini    | Donne       | Donne     | Totale |
| Arma     | Individuale | A squadre | Individuale | A squadre | Totale |
| -------- | ----------- | --------- | ----------- | --------- | ------ |
| Spada    | ■           | ■         | N/D         | N/D       | 2      |
| Fioretto | ■           | ■         | ■           | ■         | 4      |
| Sciabola | ■           | ■         | N/D         | N/D       | 2      |
| Totale   | 3           | 3         | 1           | 1         | 8      |

## Podi

### Uomini
| Evento                          | Oro | Argento                                                                             | Bronzo                                                                                                 |
| Spada                           | |                                                                                     | |
| Spada individuale (dettagli)    | Éric Srecki                                                                                              | Pavel Kolobkov                                                                      | Jean-Michel Henry                                                                                      |
| Spada a squadre (dettagli)      | Germania Elmar Borrmann Robert Felisiak Arnd Schmitt Uwe Proske Vladimir Rezničenko                      | Ungheria Iván Kovács Krisztián Kulcsár Ferenc Hegedűs Ernő Kolczonay Gábor Totola   | Squadra Unificata Pavel Kolobkov Andrej Šuvalov Serhij Kravčuk Sergej Kostarev Valerij Zacharevič      |
| Fioretto                        | |                                                                                     | |
| Fioretto individuale (dettagli) | Philippe Omnès                                                                                           | Serhij Holubyc'kyj                                                                  | Elvis Gregory                                                                                          |
| Fioretto a squadre (dettagli)   | Germania Udo Wagner Ulrich Schreck Thorsten Weidner Alexander Koch Ingo Weißenborn                       | Cuba Elvis Gregory Guillermo Betancourt Oscar García Tulio Díaz Hermenegildo García | Polonia Marian Sypniewski Piotr Kiełpikowski Adam Krzesiński Cezary Siess Ryszard Sobczak              |
| Sciabola                        | |                                                                                     | |
| Sciabola individuale (dettagli) | Bence Szabó                                                                                              | Marco Marin                                                                         | Jean-François Lamour                                                                                   |
| Sciabola a squadre (dettagli)   | Squadra Unificata Grigorij Kirienko Aleksandr Širšov Heorhij Pohosov Vadym Huttsait Stanislav Pozdnjakov | Ungheria Bence Szabó Csaba Köves György Nébald Péter Abay Imre Bujdosó              | Francia Jean-François Lamour Jean-Philippe Daurelle Franck Ducheix Hervé Granger-Veyron Pierre Guichot |

### Donne
| Evento                          | Oro                                                                                               | Argento                                                                                             | Bronzo |
| Spada                           |                                                                                                   | | |
| Fioretto individuale (dettagli) | Giovanna Trillini                                                                                 | Wang Huifeng                                                                                        | Tat'jana Sadovskaja                                                                                          |
| Fioretto a squadre (dettagli)   | Italia Giovanna Trillini Margherita Zalaffi Francesca Bortolozzi Diana Bianchedi Dorina Vaccaroni | Germania Zita-Eva Funkenhauser Sabine Bau Anja Fichtel-Mauritz Monika Weber-Koszto Annette Dobmeier | Romania Zsofia Lazăr-Szabo Claudia Grigorescu Elisabeta Guzganu-Tufan Laura Badea-Cârlescu Roxana Dumitrescu |

## Medagliere
| Posizione | Paese                             |   |   |   | Totale |
| --------- | --------------------------------- | - | - | - | ------ |
| 1         | Italia                            | 2 | 1 | 0 | 3      |
| 1         | Germania                          | 2 | 1 | 0 | 3      |
| 3         | Francia                           | 2 | 0 | 3 | 5      |
| 4         | Comunità degli Stati Indipendenti | 1 | 2 | 2 | 5      |
| 5         | Ungheria                          | 1 | 2 | 0 | 3      |
| 6         | Cuba                              | 0 | 1 | 1 | 2      |
| 7         | Cina                              | 0 | 1 | 0 | 1      |
| 8         | Polonia                           | 0 | 0 | 1 | 1      |
| 8         | Romania                           | 0 | 0 | 1 | 1      |
| Totale    | Totale                            | 8 | 8 | 8 | 24     |